# شريان صدري غائر
شريان صدري غائر والذي ينشأ من شريان تحت الترقوة.
في علم التشريح البشري، الشريان الصدري الداخلي (ITA)، المعروف سابقًا باسم الشريان الثديي الداخلي (اسم ما يزال شائعًا بين الجراحين)، هو شريان يغذي جدار الصدر الأمامي والثدي. وهو عبارة عن شريان مزدوج، حيث يمتد أحدهما على كل جانب من عظم القص، ويستمر بعد تشعبه باعتباره الشرايين الشرسوفية والعضلية العليا.

## البنية
ينشأ الشريان الصدري الداخلي من السطح الأمامي للشريان تحت الترقوة بالقرب من مصدره. يبلغ عرضه من 1-2 مم.
ينتقل إلى أسفل داخل القفص الصدري، على بعد نحو 1 سم من جوانب عظم القص، وبالتالي يتوسط الحلمة. يرافقه الوريد الصدري الداخلي.
يمتد بعمق إلى عضلة البطن المائلة الخارجية، ولكنه سطحي على العصب المبهم.
في البالغين، يقع الشريان الصدري الداخلي بالقرب من عظم القص عند أول مسافة بين الأضلاع. تزداد الفجوة بين الشريان والحد الجانبي للقص عند النزول إلى أسفل، لتصل إلى 1.1 سم إلى 1.3 سم في الفضاء السادس بين الأضلاع. في الأطفال، تتراوح الفجوة من 0.5 سم إلى 1.0 سم.

## الفروع
- الفروع المنصفية
- الفروع التوتية أو الصعترية
- الشريان التاموري - ينتقل مع العصب الحجابي
- الفروع القصية
- تثقيب الفروع
- اثنا عشر فرعًا أماميًا وربيًا، اثنان لكل واحدة من المساحات الوربية الستة الأولى. في مساحة معينة، ينتقل الفرع العلوي بشكل جانبي على طول الجزء السفلي من الضلع حتى يتفاغر مع الشريان الوربي الخلفي المقابل. الفرع السفلي من مفاغرة الفضاء مع فرع جانبي من الشريان الوربي الخلفي.

بعد اجتياز الحيز الوربي السادس، ينقسم الشريان الصدري الداخلي إلى الفرعين النهائيين التاليين:
- الشريان العضلي - يتبع الهامش الساحلي تقريبًا
- الشريان الشرسوفي العلوي - يواصل مسار الشريان الصدري الداخلي، ويتحرك نزولًا إلى جدار البطن

## الوظيفة
يغذي الشريان الصدري الداخلي جدار الصدر والثدي.

## الأهمية السريرية

### الاستخدام في الطعوم الالتفافية
الشريان الصدري الداخلي هو الوعاء الدموي المفضل لجراح القلب لتطعيم مجازة الشريان التاجي. يتمتع الشريان الصدري الداخلي الأيسر بتحمل طويل الأمد أعلى من ترقيع الوريد الصافن والطعوم الشريانية الأخرى (مثل الشريان الكعبري والشريان المعدي المعدي) عند التطعيم في الشريان التاجي الأمامي الأيسر النازل، وهو عمومًا الوعاء الأكثر أهمية، سريريًا، من أجل إعادة تكوين الأوعية الدموية.
قد يستخدم جراحو التجميل إما الشرايين الصدرية الداخلية اليسرى أو اليمنى لإعادة بناء السديلة الحرة الذاتية للثدي بعد استئصال الثدي. عادة، تجرى مفاغرة الأوعية الدموية الدقيقة في الفضاء الوربي الثاني للشريان الذي تقوم عليه السديلة الحرة.

## صور

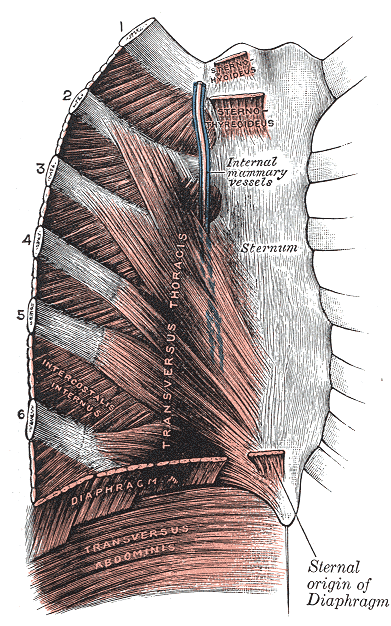
Posterior surface of sternum and costal cartilages, showing Transversus thoracis.
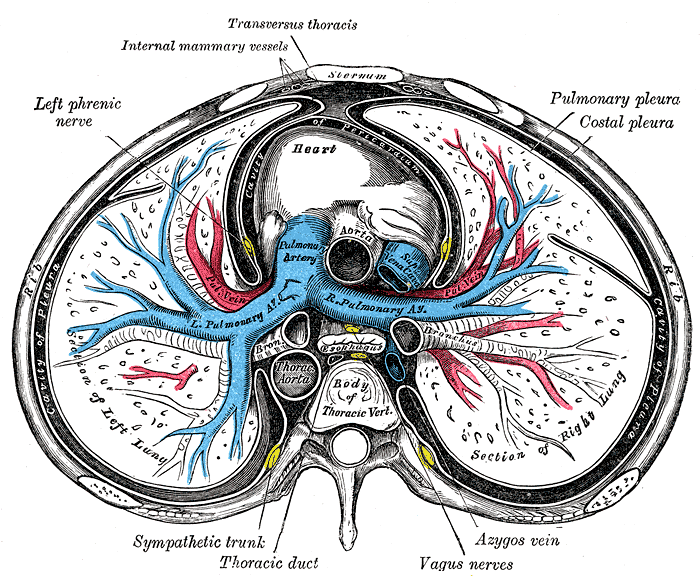
Transverse section of thorax, showing relations of pulmonary artery.
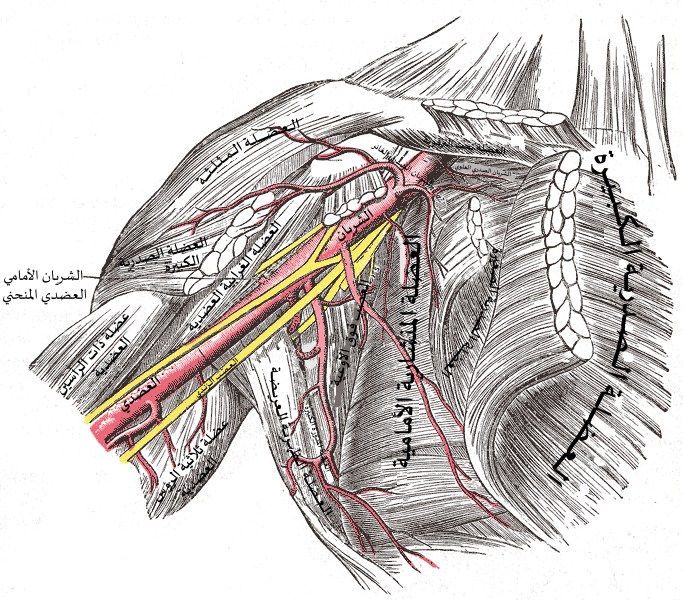
شريان إبطي وفروعه.
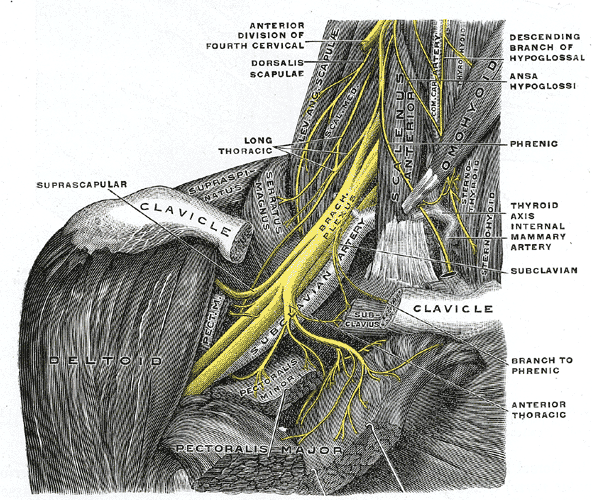
The right brachial plexus with its short branches, viewed from in front.
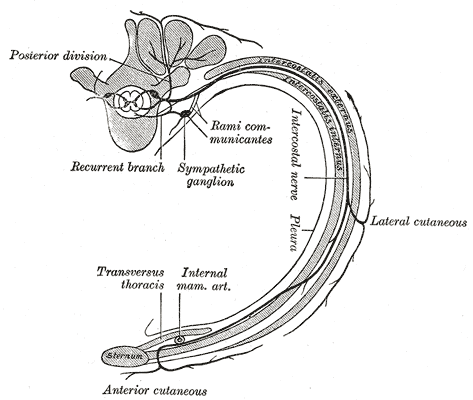
Diagram of the course and branches of a typical intercostal nerve.